# Mihail Glykas
Mihail Glykas sau Glycas (greacă Μιχαὴλ Γλυκᾶς; secolul al XII-lea) a fost un istoric, teolog, matematician, astronom și poet bizantin. Cel mai probabil, era originar din Corfu și a trăit în Constantinopol.
Principala sa lucrare este o cronică a evenimentelor de la Facerea lumii până la moartea împăratului Alexios I Comnen (1118). Partea istorică este extrem de scurtă și scrisă într-un stil popular, cea mai mare parte a textului fiind dedicată chestiunilor teologice și științifice. Mihail Glykas a mai fost autorul unui tratat teologic și al unui număr de scrisori, de asemenea tratând probleme din domeniul teologiei.
Un poem elaborat în 1158-1159, pe când se afla în închisoare ca urmare a unui denunț, și conținând o cerere de grațiere către împăratul Manuel I Comnen, este considerat ca fiind prima piesă a limbii grecești moderne, prin aceea că include unele proverbe vernaculare.